# العلاقات الأرمينية النرويجية
العلاقات الأرمينية النرويجية هي العلاقات الثنائية التي تجمع بين أرمينيا والنرويج.

## مقارنة بين البلدين
هذه مقارنة عامة ومرجعية للدولتين:
| وجه المقارنة                                              | أرمينيا                    | النرويج                                                   |
| --------------------------------------------------------- | -------------------------- | --------------------------------------------------------- |
| المساحة (كم2)                                             | 29.74 ألف                  | 385.21 ألف                                                |
| عدد السكان (نسمة)                                         | 2.93 مليون                 | 5.33 مليون                                                |
| الكثافة السكانية (ن./كم²)                                 | 98.52                      | 13.84                                                     |
| العاصمة                                                   | يريفان                     | أوسلو                                                     |
| اللغة الرسمية                                             | لغة أرمنية                 | بوكمول، لغات السامي، نينوشك، اللغة النرويجية              |
| العملة                                                    | درام أرميني                | كرونة نروجية                                              |
| الناتج المحلي الإجمالي (بليون دولار)                      | 11.54 مليار                | 398.83 مليار                                              |
| الناتج المحلي الإجمالي (تعادل القوة الشرائية) بليون دولار | 25.41 مليار                | 322.23 مليار                                              |
| الناتج المحلي الإجمالي الاسمي للفرد دولار أمريكي          | 3.49 ألف                   | 74.40 ألف                                                 |
| الناتج المحلي الإجمالي للفرد دولار أمريكي                 | 8.07 ألف                   | 65.61 ألف                                                 |
| مؤشر التنمية البشرية                                      | 0.743                      | 0.944                                                     |
| رمز المكالمات الدولي                                      | +374                       | +47                                                       |
| رمز الإنترنت                                              | .am، .հայ ‏                 | .no                                                       |
| المنطقة الزمنية                                           | ت ع م+04:00، توقيت أرمينيا | ت ع م+01:00، ت ع م+02:00، توقيت وسط أوروبا، أوروبا/أوسلو ‏ |

## منظمات دولية مشتركة
يشترك البلدان في عضوية مجموعة من المنظمات الدولية، منها:
| علم المنظمة | اسم المنظمة                               | تاريخ انضمام أرمينيا | تاريخ انضمام النرويج |
| ----------- | ----------------------------------------- | -------------------- | -------------------- |
|             | بنك التنمية الآسيوي                       | 2005                 | 1966                 |
|             | وكالة ضمان الاستثمار متعدد الأطراف        | 5 ديسمبر 1995        | 9 أغسطس 1989         |
|             | الأمم المتحدة                             | 2 مارس 1992          | 27 نوفمبر 1945       |
|             | الفريق المعني برصد الأرض                  | ?                    | ?                    |
|             | منظمة حظر الأسلحة الكيميائية              | ?                    | ?                    |
|             | منظمة التجارة العالمية                    | 5 فبراير 2003        | 1995                 |
|             | منظمة الشرطة الجنائية الدولية             | ?                    | ?                    |
|             | منظمة الأمن والتعاون في أوروبا            | 30 يناير 1992        | 25 يونيو 1973        |
|             | مؤسسة التنمية الدولية                     | 25 أغسطس 1993        | 24 سبتمبر 1960       |
|             | يونسكو                                    | 9 يونيو 1992         | 4 نوفمبر 1946        |
|             | مجلس أوروبا                               | 25 يناير 2001        | 5 مايو 1949          |
|             | الاتحاد البريدي العالمي                   | ?                    | ?                    |
|             | البنك الدولي للإنشاء والتعمير             | 16 سبتمبر 1992       | 27 ديسمبر 1945       |
|             | الاتحاد الدولي للاتصالات                  | 30 يونيو 1992        | 1866                 |
|             | مؤسسة التمويل الدولية                     | 18 أبريل 1995        | 20 يوليو 1956        |
|             | المنظمة الأوروبية لسلامة الملاحة الجوية   | 2006                 | 1994                 |
|             | المركز الدولي لتسوية المنازعات الاستشارية | 16 أكتوبر 1992       | 15 سبتمبر 1967       |

## وصلات خارجية
- موقع وزارة الخارجية الأرمينية
- موقع وزارة الخارجية النرويجية